# Весёлый (Курганинский район)
Веселый — посёлок в Курганинском районе Краснодарского края.
Входит в состав Михайловского сельского поселения.

## География
Посёлок расположен в 6 км юго-западнее административного центра поселения — станицы Михайловской.
Единственная улица посёлка носит название Весёлая.

## Население
| 2002 | 2010 |
| ---- | ---- |
| 119  | ↗142 |